# Gauloises

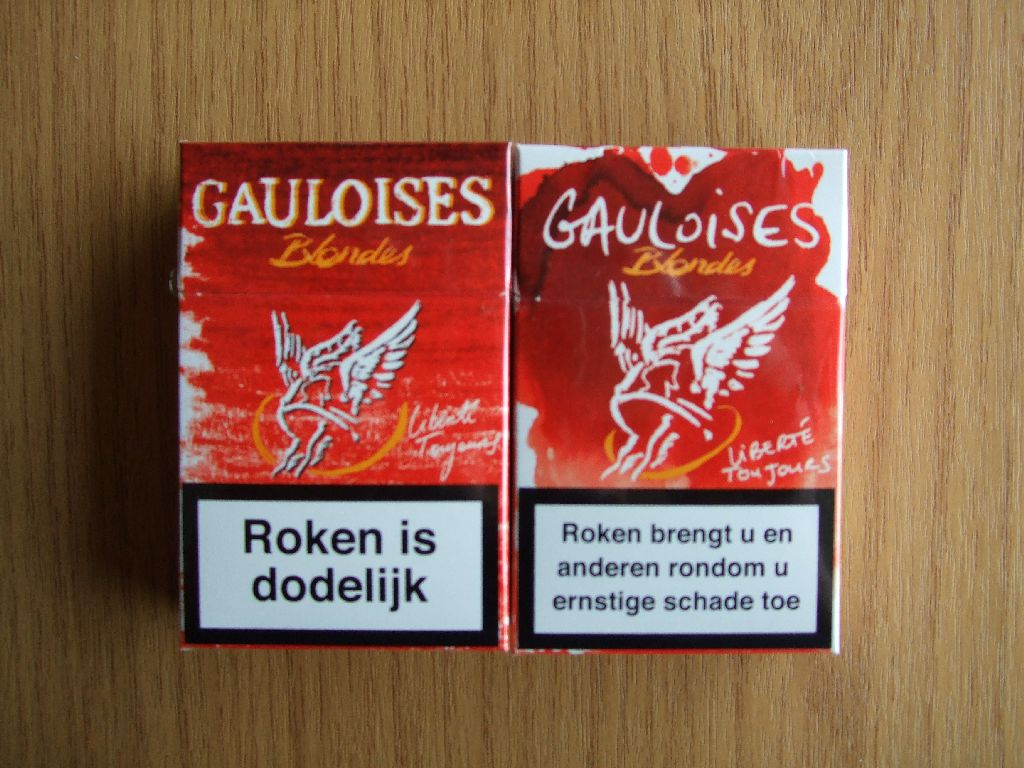
Speciale verpakkingen voor de Nederlandse markt.

Gauloises (Frans: Gallische vrouwen) is een Frans sigarettenmerk, gefabriceerd door Imperial Brands.

## Geschiedenis
Aan het einde van de negentiende eeuw begon de Franse overheid, die destijds het monopolie op tabaksproductie had, de sigaretten van merknamen te voorzien. Een van die merken was Hongroises, dat in 1910 werd omgedoopt tot Gauloises. Het merk bestond in vijf variëteiten waarvan de zware, donkere variant de succesvolste bleek. Gauloises werden verkocht in een pakje waarop een door Maurice Giot ontworpen afbeelding van een helm-met-vleugeltjes stond afgedrukt. Zo'n helm zou, volgens de toenmalige wetenschappelijke inzichten, deel zijn geweest van de karakteristieke dracht van de oude Galliërs aan wie de sigaretten hun naam danken. De Gallische stripheld Asterix draagt bijvoorbeeld steevast een soortgelijke helm – een knipoogje naar de sigaretten, niet naar de echte Galliërs.
In 1926 werd, als onderdeel van een project om de Franse staatsschuld af te betalen, de overheidsdienst Seit opgericht, in 1935 omgedoopt tot Seita. Deze Service d'Exploitation Industrielle des Tabacs et Allumettes nam de exploitatie van de sigarettenmerken voor zijn rekening. Van die merken was Gauloises inmiddels de populairste, op de voet gevolgd door Gitanes.
In 1936 maakte Maurice Jacno een nieuwe versie van het Gauloises-embleem. Hij bedacht ook het tekstlogo zoals dat tot op de dag van vandaag wordt gehanteerd. In de jaren vijftig veranderde de naam van de Gauloises Brunes in Gauloises Caporal.
In de jaren 80 werden Amerikaanse filtersigaretten steeds populairder in Frankrijk, ten koste van de donkere sigaretten. Seita bracht daarom in 1984 op Amerikaanse sigaretten gelijkende varianten van hun merken op de markt. Gauloises blondes groeide in heel Europa uit tot een populair sigarettenmerk.
Seita fuseerde, nadat het in 1995 was geprivatiseerd, met het Spaanse Tabacalera tot Altadis, dat daarmee de producent van Gauloises werd.

## Cultuur
In de jaren 1950 werd het roken van Gauloises een van de uiterlijke stijlkenmerken van het existentialisme. De pionier van het Franse existentialisme Jean-Paul Sartre liet zich regelmatig fotograferen met een Gauloise in de hand. Het existentialisme stelt dat de mens volledig vrij is in het leven. Deze manier van denken inspireerde de tekst "Liberté toujours" (Altijd vrijheid) op de zijkant van de pakjes van Gauloises. Ook in George Orwells roman Down and Out in Paris and London uit 1933 wordt het merk genoemd. Het Gauloisespakje stond prominent op de omslag van Willem Frederik Hermans' verhalenbundel De laatste roker (1991). In het titelverhaal schetst Hermans een toekomstbeeld waarin de antirookmentaliteit een absurde omvang heeft aangenomen.

## Soorten
Tussen haakjes de teer-, nicotine- en koolmonoxide-emissieniveaus volgens de ISO-methode:
1. Gauloises Blondes (blauw) (10,3 mg teer; 0,8 mg nicotine; 10,4 mg koolmonoxide)
2. Gauloises Blondes (rood) (7,3 mg teer; 0,6 mg nicotine; 7,6 mg koolmonoxide)
3. Gauloises Brunes (10,5 mg teer; 0,8 mg nicotine; 9,0 mg koolmonoxide)

Idem volgens de WHO Intense-methode:
1. Gauloises Blondes (blauw) (29,2 mg teer; 2,3 mg nicotine; 29,7 mg koolmonoxide)
2. Gauloises Blondes (rood) (25,3 mg teer; 2,1 mg nicotine; 28,8 mg koolmonoxide)
3. Gauloises Brunes (23,8 mg teer; 1,6 mg nicotine; 20,6 mg koolmonoxide)